# Olga Simionescu
Dana-Olga Simionescu (n. 4 februarie 1970, București, România) este Profesor Universitar de Dermatologie și Șefa Clinicii I Dermatologie a Spitalului Clinic Colentina din București, Șef de Disciplină la Catedra de Dermatologie a Facultății de Medicină de la UMF ”Carol Davila” București.

## Biografie
Dana-Olga Simionescu s-a născut la data de 4 februarie 1970 în municipiul București. După absolvirea Colegiului Național ”Sfântul Sava” din București (1988), devine, în același an, studentă la Facultatea de Medicină din București, din cadrul UMF ”Carol Davila” București, pe care o absolvă 6 ani mai târziu (1994). După absolvirea facultății, lucrează ca medic rezident, specialist și ulterior primar dermatovenerolog, în Clinica I Dermatologie a Spitalului Clinic Colentina, pe care o conduce din anul 2010, luna martie.
În 1999 devine Doctor în Științe Medicale, iar în 2004 efectuează un Master în Management și Administrație Sanitară. Pe cale academică, urmează pe rând treptele ierarhice, Șef de lucrări, Conferențiar și devine Profesor Universitar în anul 2009. Din 2011 devine Conducător de Doctorat, în prezent cu teza de abilitare susținută. În perioada 2011-2016 a fost membru în Comisia de Medicină a CNATDCU. Perioada coincide cu poziția de Director al Primei Secții de Asistenți Medicali ai UMF ”Carol Davila” București.
”Atlasul de Dermatologie” publicat în 2001 primește trei premii, distincții naționale importante: Premiul ”Iuliu Hațieganu” al Academiei Române, pentru cea mai bună lucrare, Premiul Levaditti al Academiei de Științe Medicale și Premiul Colegiului Medicilor din România pentru cea mai bună lucrare din domeniul specialităților medicale. ”Atlasul de Imunologie” unde este co-autor doi ani mai târziu (2003) primește Premiul Colegiului Medicilor din România pentru cea mai bună lucrare din domeniul specialităților medicale.
Efectuează stagii medicale în clinici importante ale lumii, precum Institutul Oncologic European de la Milano, Franța (Angers) și este visiting fellow în Germania la Tuebingen și în India la New Delhi.

## Activitate publicistică
Este autor a numeroase articole internaționale , având 40 publicații în sistemul Web of Science ISI, cu 602 citări, indice Hirsch egal cu 12 și factor cumulat de impact (FCIAP) 60.415.
Este autor la opt cărți și capitole din cărți, din care publicații internaționale importante sunt: ”Cutaneous telocytes” (ed. Springer, Beijing, 216, ISBN 978-981-10-1061-3) și ”Mucosal lesions” în “Atlas of Dermoscopy” (ed. Tailor&Francis Group 2012). În prezent este autor în UP-TO-DATE și DERMOSCOPEDIA.
Are numeroase apariții in media, in care incearcă să răspundă pe ințelesul tuturor la subiectele de interes din domeniul dermato-venerologiei, printre care enumeram "Terapia Vampir" si riscurile ei, bronzul si protectia solara sau unde este cel mai bine te bronzezi.

## TOP-DERM CLINICS
În 2003 înființează un cabinet medical de dermatologie, care se transformă în 2019 într-o clinică medicală cu 20 de specialități, care oferă un serviciu de acuratețe pentru cazuri dificile medicale.
Dana Olga-Simionescu pune bazele seriei de podcasturi medicale ”TOP-MEDICII” (în prezent 19 episoade) prin care, în regim de voluntariat, medici de prestigiu oferă explicații pe înțelesul pacienților, în scop educativ și de prevenție.

## Activitate politică
Nu este membră a vreunui partid politic și nu are simpatii politice. Efectuează acțiuni de voluntariat și este membră a campaniilor pentru depistarea cancerului de piele.

## Alte informații
Olga Simionescu vorbește limbile engleză, franceză, italiană. Este membră a opt societăți medicale și reviewer pentru 14 jurnale prestigioase dermatologice, toate internaționale, cu factor mare de impact.

## Interviuri
Olga Simionescu, dermatolog: A crescut foarte mult numărul de cancere cutanate, Marius Tucă, Marius Tucă Show
Realitatea Spirituala - Pielea, opera perfecta a lui Dumnezeu, cu Prof. Dr Olga Simionescu, George Grigoroiu, Realitatea Spirituală
Doctorul Olga Simionescu, despre pericolele expunerii la soare, Mirela Voicu, Voi cu Voicu, Antena 3
Bolile venerice și cauza infertilității la femei. Olga Simionescu, la Academia de Sănătate, Acad. Prof. Dr. Irinel Popescu, Academia de Sănătate
Despre bolile de piele, cu Dr. Olga Simionescu, Mirela Voicu, Voi cu Voicu, Antena 3
Noutăți în dermatologie. Prof. dr. Olga Simionescu, la Academia de Sănătate, Acad. Prof. Dr. Irinel Popescu, Academia de Sănătate
Marius Tucă Show – ediție specială INVITAȚI: Mircea Miclea și Olga Simionescu, Marius Tucă, Marius Tucă Show, Gândul
Prețuiește Sănătatea. Dermatologia, Elvira Gheorghiță, Prețuieste Sănătatea, Trinitas TV